# Dugorepa sjenica
Dugorepa sjenica (Aegithalos caudatus) je vrlo malena vrsta ptice iz porodice Aegithalidae. Ta je porodica u srodstvu s pravim sjenicama i zimi se vrste iz ove dvije porodice često nađu u istom jatu.

## Opis
Ovo je vrlo malena ptica dužine samo 13-15 cm uključujući i veoma dug rep, koji čini 7-9 cm ukupne dužine. Dugorepa sjenica je crne i smeđe boje odozgo i bjelkaste odozdo, s crvenkastim bokovima. Ima bijelu krunu. Ptice iz Sjeverne Europe (A. c. caudatus) imaju potpuno bijele glave i bokove. Postoji još nekoliko podvrsta koje dosta variraju po boji perja (europske ptice imaju crnu boju iznad očiju, a ptice iz Turske imaju sivkaste "obrve" iznad očiju i crn vrat sa sivom bojom na krilima). Ukrštavanje između podvrsta je često, a područje gdje žive mješanci europaeus i caudatus se pomjera prema istoku. Neumorne su dok traže kukce ili drugu hranu, a u jesen i zimu se mogu naći u jatima od 30 jedinki. Glasaju se sa srih-srih-srih i churr.

## Rasprostranjenost i razmnožavanje
Ova vrsta nastanjuje predjele Europe i Azije. Obično nije selica, ali viđene neke prevelike selidbe, a promatrane su i selidbe u sjeveroistočnoj Europi. Tokom sezone razmnožavanja (od kasne veljače do srpnja), dugorepe sjenice formiraju monogamne parove i podižu jedno leglo godišnje. Ženka nese šest do dvanaest jaja u gnijezdo zatvoreno tkaninom, koje je često skriveno na drvetu ili u grmu. Gnijezdo se sastoji od paukove mreže, kamuflirano lišajem i ispunjeno perjem. Odrasli mužjaci često pomažu svojim roditeljima ili braći pri podizanju mladih ako je njihovo vlastito gnijezdo uništeno.

## Podvrste
1. Aegithalos caudatus alpinus (Hablizl, 1783)
2. Aegithalos caudatus aremoricus Whistler, 1929
3. Aegithalos caudatus caudatus (Linnaeus, 1758)
4. Aegithalos caudatus europaeus (Hermann, 1804)
5. Aegithalos caudatus glaucogularis (Moore, 1855)
6. Aegithalos caudatus irbii (Sharpe & Dresser, 1871)
7. Aegithalos caudatus italiae (Jourdain, 1910)
8. Aegithalos caudatus kiusiuensis Kuroda, 1923
9. Aegithalos caudatus macedonicus (Dresser, 1892)
10. Aegithalos caudatus magnus (Clark, 1907)
11. Aegithalos caudatus major (Radde, 1884)
12. Aegithalos caudatus passekii (Zarudny, 1904)
13. Aegithalos caudatus rosaceus Mathews, 1937
14. Aegithalos caudatus siculus (Whitaker, 1901)
15. Aegithalos caudatus taiti Ingram, 1913
16. Aegithalos caudatus tauricus (Menzbier, 1903)
17. Aegithalos caudatus tephronotus (Gunther, 1865)
18. Aegithalos caudatus trivirgatus (Temminck & Schlegel, 1848)
19. Aegithalos caudatus vinaceus (Verreaux, 1870)

## Galerija
- Mladunac
- Skandinavska forma, odrasli
- Kontinentalna forma, odrasli
- Aegithalos caudatus

## Drugi projekti
|  | Zajednički poslužitelj ima još gradiva o temi dugorepa sjenica |
|  | Wikivrste imaju podatke o taksonu dugorepoj sjenici            |